# Heimdall (cómic)
Heimdall es un personaje de ficción que aparece en los cómics estadounidenses publicados por Marvel Comics, basado en la deidad nórdica Heimdallr. Se lo describe como un ser que todo lo ve y todo lo oye, y es el único protector del Bifröst en Asgard.
Idris Elba interpretó al personaje en las películas de Marvel Cinematic Universe, Thor (2011), Thor: The Dark World (2013), Avengers: Age of Ultron (2015),Thor: Ragnarok (2017), Avengers: Infinity War (2018) y Thor: Love and Thunder (2022).

## Historial de publicaciones
Heimdall apareció por primera vez en un cómic en Journey into Mystery # 85 (octubre de 1962) y fue creado por Stan Lee, Larry Lieber y Jack Kirby.

## Biografía ficticia del personaje
Heimdall es el hermano de la guerrera Sif. Él es el centinela guardián que todo lo ve y escucha todo de Asgard que se encuentra en el puente arco iris Bifröst para vigilar cualquier ataque a Asgard. En parte, ganó el papel usando su vista para ver un ejército de gigantes a varios días de marcha de Asgard, lo que les permitió ser derrotados antes de llegar a Asgard y hacer prisionero a su rey. Durante siglos, se mantuvo como el guardián de Asgard, defendiendo las puertas de la ciudad de cualquier intruso, y fue uno de los servidores más confiables de Odín.
En su primera aparición, Heimdall libera accidentalmente a Loki cuando causa que Heimdall derrame una lágrima usando una hoja. Más tarde, Heimdall advirtió a Odin de una amenaza que había percibido, aunque no sabía exactamente qué tipo de peligro era. Odin tejió su propia magia y encontró un Vanna, un duende de viento que era una de las pocas entidades capaz de eludir físicamente a Heimdall. Odín elogió el coraje de Heimdall por advertir a los demás, a pesar de que no sabía de lo que estaba advirtiendo y por lo tanto arriesgándose a la burla. Cuando fue visto, luchó contra Thor para evitar que entrara a Asgard; Luego luchó contra Thor para evitar que dejara Asgard ya que Odín no quería que volviera a ver a Jane Foster. Heimdall fue inmovilizado por Seidring en un cuboide de fuerza etérea cuando Seidring robó la fuerza Odin. Algún tiempo después, se encontró con el Registrador durante el ataque del monstruo supergigante Mangog.
Más tarde aún, Heimdall luchó contra Thor a las órdenes de Loki. En la profecía de Ragnarok, cortó el puente arcoíris, y sonó a Gjallarhorn. Viajó a la Tierra con Kamorr el enano para buscar candidatos humanos para la divinidad. Reunió a tres de estos seres humanos, y organizó para que estén expuestos a las energías de Ego-Prime y se conviertan en los primeros tres dioses jóvenes. Heimdall luego acompañó a los Asgardianos a la Nebulosa Oscura.
Heimdall más tarde se sintió afligido por el letargo en una de las ausencias de Odg de Asgard. Luego sopló a Gjallarhorn para convocar a la guardia de élite de Odín. Algún tiempo después, convocó a las tropas de Asgard para contener a Thor. Más tarde, luchó contra Thor nuevamente para evitar que traiga mortales a Asgard.
Cuando Asgard fue invadido por el demonio de fuego Surtur, Heimdall intentó defender las puertas, pero fue vencido, y el Puente Arco Iris se hizo añicos. Ya no necesita estar parado, Heimdall pasó más tiempo en Asgard. Heimdall recibe el Gran Cetro de Odín para que Loki lo proteja. Heimdall descubrió el escape de Malekith. Fue en busca de Amora, la Encantadora, para ayudar a liberar a Thor de su hechizo. Heimdall más tarde se enteró de la posesión de Loki de la espada de Surtur.
Heimdall se acercó a Amora, quien pronto se enamoró de él. Él consoló a Amora acerca de la muerte del Verdugo. Heimdall rescató a Balder de los asesinos de Seth. Heimdall resultó gravemente herido durante la guerra con Seth, el dios egipcio de la muerte, cuando fue derrotado en batalla con las legiones de Seth. Heimdall más tarde luchó contra Sif, Leir y Caber. Heimdall confrontó a Surtur disfrazado de Odin sobre el Gran Visir encarcelado. Heimdall condujo a las legiones de Asgard a la batalla contra Ymir.
Cuando Odin volvió a Asgard después de la derrota de Surtur, le dio una parte de su poder a Heimdall para restaurar el Puente Arco Iris, y Heimdall retomó sus deberes.

### Aparentemente traicionado
Poco después, cuando Odin estaba a punto de entrar en su sueño de Odin, pasó el poder de Odin a Heimdall para gobernar Asgard hasta que despertó. Heimdall tuvo que lidiar con una gran crisis en la vida de Thor, ya que Thor había sido desterrado al subconsciente del mortal Eric Masterson, que había asumido las responsabilidades de Thor. Sif estaba decidido a encontrar al verdadero Thor, y su determinación se interpuso entre ella y Heimdall. Cuando Karnilla conspiró con Loki para gobernar a Asgard haciendo que Odín se despierte con el alma de Loki poseyéndolo, Heimdall fue tildado de traidor y desterrado a la Dimensión del Sueño, gobernado por el demonio Pesadilla. Durante este incidente, su mente había sido alterada, dejándole poco más que poder seguir instrucciones. La Encantadora lucha contra Pesadilla para salvarlo, finalmente rescatando a los dos. Eric Masterson ayudó a restaurar a Odín, cuyo cuerpo había sido tomado por Loki con la ayuda de Mephisto y más tarde por Thor también desde el sudario del alma.

### Pérdida y muerte
Heimdall y Amora se distanciaron cuando Amora se dio cuenta de que su deber hacia Asgard era mayor que su amor por ella. Cuando Odín lanzó a los asgardianos bajo la apariencia de mortales para protegerlos de un falso Ragnarok, Heimdall se convirtió en Donald Vélez. Se unió a los otros "Dioses perdidos" en un intento por redescubrir quiénes eran y luchar contra el dios de la muerte egipcio Seth. Heimdall y los demás recuperaron sus formas reales y derrotaron a Seth justo cuando Asgard fue atacado por los Dioses Oscuros, y todos fueron tomados prisioneros. Finalmente fueron rescatados por Thor.
Alrededor de este tiempo, Jason, un miembro poderoso del equipo basado en la tierra, el Panteón, afirma haber eludido los sentidos de Heimdall durante un viaje a través de Asgard y sobre el Puente del Arco Iris. No mucha gente confía en Jason.
Una versión de realidad alternativa de Asgard presentaba el reino flotando sobre la costa este de América. Esto eleva la adoración de Thor, quien era el gobernante y él utiliza los sentidos de Heimdall para escuchar las oraciones dirigidas a él. Este reino se elimina del tiempo cuando el futuro Thor se da cuenta de que se ha convertido en un tirano y se fusiona con su yo pasado.
Asgard es golpeado por otro Ragnarok, provocado por Loki haciendo armas como Mjolnir para su ejército y alistando la ayuda de Surtur, una de la cual no había aparente reversión. Heimdall perece en la batalla defendiendo a su pueblo. Muchos asgardianos, incluidos Heimdall, se reforman como seres terrestres.

### Renacimiento
Después de que Thor finaliza el ciclo de Ragnarok, Thor restaura Asgard en Broxton, Oklahoma. Heimdall, junto con los otros Asgardianos, renacen en la Tierra en cuerpos de seres mortales, y él es el primer Asgardiano que se encuentra. Thor encuentra a Heimdall en Nueva Orleans en el cuerpo de un hombre en un puente y lo restaura a su forma asgardiana. A su regreso a Asgard, Heimdall usa su poder casi omnisciente para localizar las almas dispersas de los otros asgardianos con la notable excepción de su hermana Sif, debido a la interferencia de Loki.
Heimdall es vencido por la culpa cuando su supervisión de todos los mundos conocidos, incluida la Tierra, falla al detectar al lobo Fenris atacando salvajemente una pequeña ciudad en el estado de Washington. Thor le asegura que ningún asgardiano es perfecto, y que, además, debería mitigar su culpabilidad haciendo mejor su trabajo en el futuro.
Durante los eventos de Siege, Heimdall es uno de los primeros objetivos que tomará Norman Osborn y sus fuerzas. Loki transporta su dormitorio debajo de Asgard para que no pueda advertirles del ataque. Sin embargo, Heimdall se recupera parcialmente, se une a sus camaradas en la batalla y ayuda a derrotar a los invasores. Los deberes y el estado de Heimdall se abordan en la miniserie Avengers Prime' que tiene lugar en los días posteriores al Siege. Al final, se le confía la 'Espada Crepuscular', un arma que podría destruir los mundos conocidos.

### Madre de Todo
La reconstrucción de Asgard viene con una nueva regla, la Madre de Todo. Ella le pide a Heimdall que mire hacia el futuro, donde ve asesinos desconocidos que intentan matarla. También se las arregla para notar que algo está mal con el Dios del Trueno, Tanarus. Este Dios del Trueno hiere gravemente a Heimdall, dejándolo incapaz de proteger a la Madre Suprema y de advertir a los demás del misterio de su atacante.
Odin regresa, y otro lleva a Mjolnir, Jane Foster. Cuando Odin envía a Cul para derribar a Jane en Bifrost, Heimdall se defiende, sabiendo que esto terminará con él encarcelado, ya que la ex madre total ahora está encarcelada bajo las órdenes de Odín.

## Poderes y habilidades
Heimdall posee los poderes de un asgardiano típico, incluida la fuerza sobrehumana, la resistencia, la velocidad, la agilidad y la durabilidad. Sin embargo, en general es más fuerte y más duradero que todos excepto unos pocos asgardianos, como Odin y Thor. Como todos los asgardianos, su cuerpo es tres veces más denso y pesado que el de un ser humano, lo que contribuye en parte a su fuerza y peso sobrehumanos.
Heimdall posee sentidos sobrehumanos extraordinariamente agudos, especialmente su visión y audición. Se dice que sus sentidos son tan agudos que podía oír la savia corriendo entre los árboles, y "la planta más pequeña que crece en el corazón de las colinas ocultas", y ver y oír cualquier cosa que ocurra en Asgard o en la Tierra. Heimdall también puede "mirar a través del tiempo, así como del espacio", en un caso viendo el enfoque lejano de una partida invasora y prediciendo correctamente que todavía estaban a dos días de Asgard; esta capacidad de ver lo que aún está por venir se conserva incluso después del establecimiento del nuevo Asgard en la Tierra. Se dice que Heimdall es capaz de detectar el aleteo de las alas de una mariposa "a miles de mundos de distancia". Heimdall es capaz de sentir las esencias de la vida de los dioses asgardianos en los Nueve Mundos de Asgard, y tiene la capacidad de enfocarse en cierta información sensorial o bloquearla fuera de su consciencia como lo desee, estando tan alerta que no requiere dormir en absoluto. Según Ares en su plan de guerra para el asedio de Asgard, Heimdall puede "ver y escuchar en cuanto a la creación", incluso capaz de ver a los Vengadores Oscuros en la Torre de los Vengadores de Broxton. Ciertos hechizos mágicos pueden bloquear sus poderes sensoriales. Además, sus poderes de visión son limitados si ni siquiera uno de sus ojos puede ver; al parecer, sus ojos son capaces de sufrir lesiones físicas y requieren un largo tiempo para sanar de forma natural, si es que alguna vez lo hacen. Al menos una vez, Heimdall ha demostrado la capacidad de proyectar un avatar (como una imagen ampliada de su rostro) a otros desde afuera de Broxton a Manhattan, como lo hizo con Thor, aunque afirma que no puede mantenerlo por mucho tiempo, ya que su poder ha disminuido con la caída de Asgard.
Heimdall también poseyó brevemente el poder de Odín que le otorgó la capacidad de canalizar vastas energías mágicas, para diversos fines, como la reparación del puente arcoíris, puente de dimensión desarticulada.
Heimdall es un guerrero experimentado y un feroz combatiente mano a mano. Tiene habilidad y una gran experiencia con armas afiladas y empuña una variedad de espadas, escudos y lanzas, y usa una armadura. Heimdall llevaba el Gjallerhorn ("Gritando Cuerno"), que sonaría para alertar a todos los Asgard de los peligros que amenazaban las puertas de la ciudad, funcionando incluso en Midgard y capaces de ser escuchados por cualquiera y todos los Asgardianos en el planeta cuando sonaran. Mientras que en la forma mortal de Donald Vélez llevaba gafas encantadas que le otorgaron una visión súper mejorada. Él posee el corcel de crin de oro llamado Golltoppr ("Golden Top").
Heimdall está armado con una espada encantada uru que, en al menos una ocasión, le permitió disfrazarse místicamente como un humano normal mientras estaba en la Tierra. Heimdall dice que contiene "toda la fuerza cósmica del universo" también se ha mostrado capaz de proyectar "la llama azul de innumerables soles cósmicos", utilizó ambas veces para luchar contra Thor, y permitió a Heimdall superar directamente al Dios del Trueno la primera vez cuando la fuerza de este último se redujo a la mitad. Heimdall también ha ejercido al menos una vez el poderoso sable de la hechicería, que proyectó ráfagas de energía mística y / o fuego contra Hulk, cuando este último estaba invadiendo Asgard, pero no pudo evitar que entrara en el Reino Eterno.

## Otras versiones

### Earth X
En Earth X, los asgardianos eran en realidad extraterrestres que fueron manipulados por los Celestiales haciéndoles creer que fueron los dioses del mito nórdico. Cuando la mentira se reveló, "Heimdall" y los asgardianos brevemente vuelven a tomar forma extraña, pero más tarde regresaron a sus formas asgardianas.

### Guardianes de la Galaxia
En Guardianes de la Galaxia, Heimdall todavía está vivo y bien en el siglo XXXI.

### Thor: El Poderoso Vengador
En Thor: El Poderoso Vengador #6, Heimdall, al igual que su encarnación del Universo Marvel, aparece como el protector del puente Bifrost, posee una perilla y lleva un casco con cuernos que pone sus ojos en las sombras. A diferencia de la versión del Universo Marvel, sin embargo, este Heimdall es negro, un cambiante (tomando las formas de Surtur y Fin Fang Foom) y un claro superior a Thor en combate. Heimdall es ordenado por Odin que evite que Thor regrese a Asgard. Él también es revelado como el que separó a Thor de su martillo. Cuando Heimdall amenaza con enviar a Jane Foster a un planeta lejano donde Thor no podía encontrarla si seguía tratando de abrirse paso en Asgard, Thor deja de intentar.

### Ultimate Marvel
Heimdall apareció por primera vez en Ultimate Marvel cuando se enfrenta a Loki, disfrazado de Baron Zemo, que le disparó y lo mató. Él estaba de guardia en el Bifrost, como su homólogo convencional Marvel.

## En otros medios

### Televisión
- Heimdall aparece en El escuadrón de superhéroes, con la voz de Steven Blum en la primera temporada[49] y con la voz de Jess Harnell en la segunda temporada. En el episodio "Oh Hermano", Heimdall le dice a Thor que los gigantes del hielo están atacando Asgard.
- Heimdall aparece en The Avengers: Earth's Mightiest Heroes, con la voz de J. B. Blanc. En el episodio "El Poderoso Thor", él llama a Thor a Asgard después de su pelea con la Brigada de Demolición y le dice que Asgard está siendo atacado por los gigantes del hielo.
- Heimdall aparece también en la serie animada de Avengers Assemble con la voz de James C. Mathis III (en las temporadas uno y dos), y más tarde por Kevin Michael Richardson (en Avengers: Secret Wars). Esta versión se basa en la versión Idris Elba que se ve en Marvel Cinematic Universe:
  - En la primera temporada, en el episodio 15, "Planeta Doom". Él parece decir a Odin y Thor que Midgard (Tierra) ha desaparecido de su vista.
  - En la segunda temporada aparece en el episodio 10, "Regreso al Salón de Aprendizaje", trae a Thor, con Hawkeye y Hulk desde el reino de Surtur. Heimdall se disculpa con ellos ya que algo ha interferido en su transporte a Asgard. En el episodio 12, "Widow Escapa", Heimdall está presente cuando Thor y Black Widow llegan a la entrada de Asgard en un intento de almacenar las Gemas del Infinito. Cuando Heimdall se ofrece a llevar las Gemas del Infinito a la sala del tesoro, Black Widow tiene una visión de Heimdall, en ceder a la influencia de las Gemas del Infinito y gobernar Asgard, derrocando a Odín. Como Heimdall trata de tomar las Gemas del Infinito de Black Widow por la fuerza, Thor tuvo que noquearlo en defensa propia.
- Heimdall aparece también en Hulk and the Agents of S.M.A.S.H.,[50] con la voz de Chris Bosh.[51] Él es visto en el episodio 19, "Por Asgard", donde vigila la entrada de Asgard al recibir la llegada de Thor, los Tres Guerreros y a los Hulks. Al saber que Skaar tomó la espada de Odín, detectó una presencia oscura, que aparece Malekith y su ejército de elfos oscuros tratando de conquistar Asgard.
- Heimdall aparece también en la nueva serie de Guardianes de la Galaxia, con la voz de Kevin Michael Richardson.
  - En la primera temporada, episodio 16, "El Árbol de los Mundos", él estaba presente en Asgard cuando los Guardianes de la Galaxia llegaron. En el episodio 18, "La Guerra contra Asgard, Parte 1º: El Ataque del Rayo", acompaña a Thor en la guerra contra Spartax y en el episodio 19, "La Guerra contra Asgard, Parte 2º: El Rescate", lucha contra el ejército Kree de Thanos, hasta que Thor le dice a él junto con Fandral y Hogun que regresen a Asgard en detener los planes de Loki.
  - En la segunda temporada, episodio 13, "La Guerra de los Simbiontes, Parte 3: El Camino del Trueno", ayuda a los Guardianes de la Galaxia en detener una plaga de simbiontes invadiendo Asgard.

### Películas

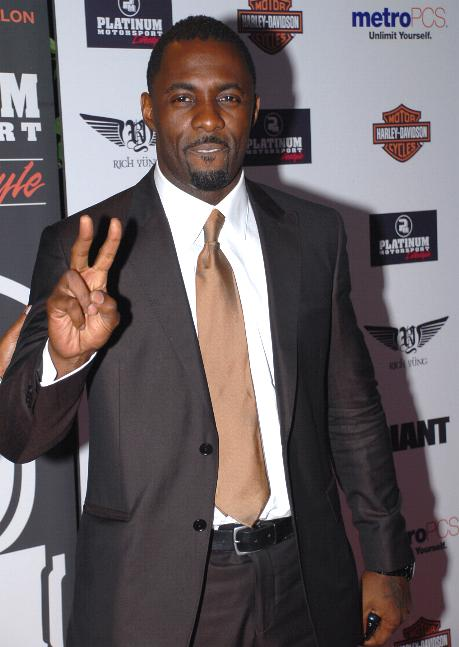
El actor Idris Elba interpreta a Heimdall en el UCM.

- Heimdall es interpretado por Idris Elba en la película del universo cinematográfico de Marvel:
  - Apareció por primera vez en la película de acción en vivo, Thor,[1] siendo el centinela asgardiano del puente Bifröst que todo lo ve y todo lo oye.
  - También interpretará en su secuela Thor: The Dark World, donde ayuda a Thor en contra del enemigo Malekith.
  - En Avengers: Age of Ultron, es donde aparece como una ilusión de Thor, tras ser manipulado por la Bruja Escarlata.
  - Después regresa en la película, Thor: Ragnarok, donde es reemplazado por Skurge en el puente Bifröst, y se dice que ha sido declarado un enemigo del estado y está huyendo. Pero regresa al luchar contra Hela y escapar de Asgard siendo destruido por Surtur.
  - En Avengers: Infinity War, es asesinado por Thanos al inicio, después de enviar a Hulk a la Tierra.
  - Aparece en la escena poscréditos de Thor: Love and Thunder, donde recibe a Jane Foster en el Valhala.

### Videojuegos
- Heimdall aparece en el videojuego Marvel: Ultimate Alliance. Él es visto derrotado por el ejército de villanos de súper soldados, y su cuerpo congelado está custodiado por Rhino y Shocker. Después de derrotarlos, las jaulas que bloquean los espejos deben ser levantadas para descongelarlo. Después de que eso sucede, le pedirá a los héroes que encuentren su cuerno.
- Heimdall aparece en Marvel Super Hero Squad con la voz de Steven Blum.
- Heimdall hace un cameo en el final de Thor en "Marvel vs Capcom 3: Fate of Two Worlds". Después de ganar, Thor le encarga a Heimdall que mire por el mundo de Capcom, así como el Universo Marvel regular.
- Heimdall aparece en Thor: God of Thunder (basado en la película Thor[52]), con la voz de Phil LaMarr.

### Juguetes
- Una figura de Heimdall será lanzada en la línea 3.75 Thor: El Poderoso Vengador de Hasbro.